# Икизадалар
Икизадалар (тур. İkizadalar, İkiz Adaları — «Близнецы») — группа из двух маленьких скалистых островов в Турции, у входа в залив Чандарлы Эгейского моря, у западного побережья Малой Азии. Административно относится к району Дикили в иле Измир.
Греческое название островов — Аделфи (Αδελφοί, Αδέλφια — «Братья»).